# Campillo de Ranas (kommun)
Campillo de Ranas är en kommun i Spanien.   Den ligger i provinsen Provincia de Guadalajara och regionen Kastilien-La Mancha, i den centrala delen av landet, 80 km norr om huvudstaden Madrid. Antalet invånare är 189.